# Ашапатман
Ашапатман (чув. Ашапатман карчӑкӗ, букв. старушка Ашапатман) — антропоморфное мифическое существо, используемое в текстовой формуле наговора Ӑрӑмӑҫ и Юмӑҫ как главный образ (старушка со светлыми, серебряными распущенными волосами, одним глазом, единственным золотым зубом и т. д.; она является издалека: из-за морей, лесов и гор). В создании Добра ему помогают Мать огня, Мать воды и т. д.
Ашапатман призвана поддерживать в мире согласие, равновесие, благополучие, справедливость, порядок . В то же время, превращаясь в какое-либо существо или предмет, выступает как отрицательный персонаж. В образе Ашапатман, особенно в той части, где говорится о его облике, немало невыясненных, неисследованных. Он близок или повторяется с мифическими персонажами (Албаста, Кара-кара, Шурале, Леший и т. д.) многих народов Евразии.